# گورستان زیارت بافتان
قبرستان زیارت بافتان مربوط به دوران‌های تاریخی پس از اسلام است و در شهرستان سرباز، بخش پیشین، دهستان جکیگور، روستای بافتان واقع شده و این اثر در تاریخ ۲۷ اسفند ۱۳۸۷ با شمارهٔ ثبت ۲۶۲۱۸ به‌عنوان یکی از آثار ملی ایران به ثبت رسیده است.